# Уралан
«Урала́н» — российский футбольный клуб из Элисты.

## История

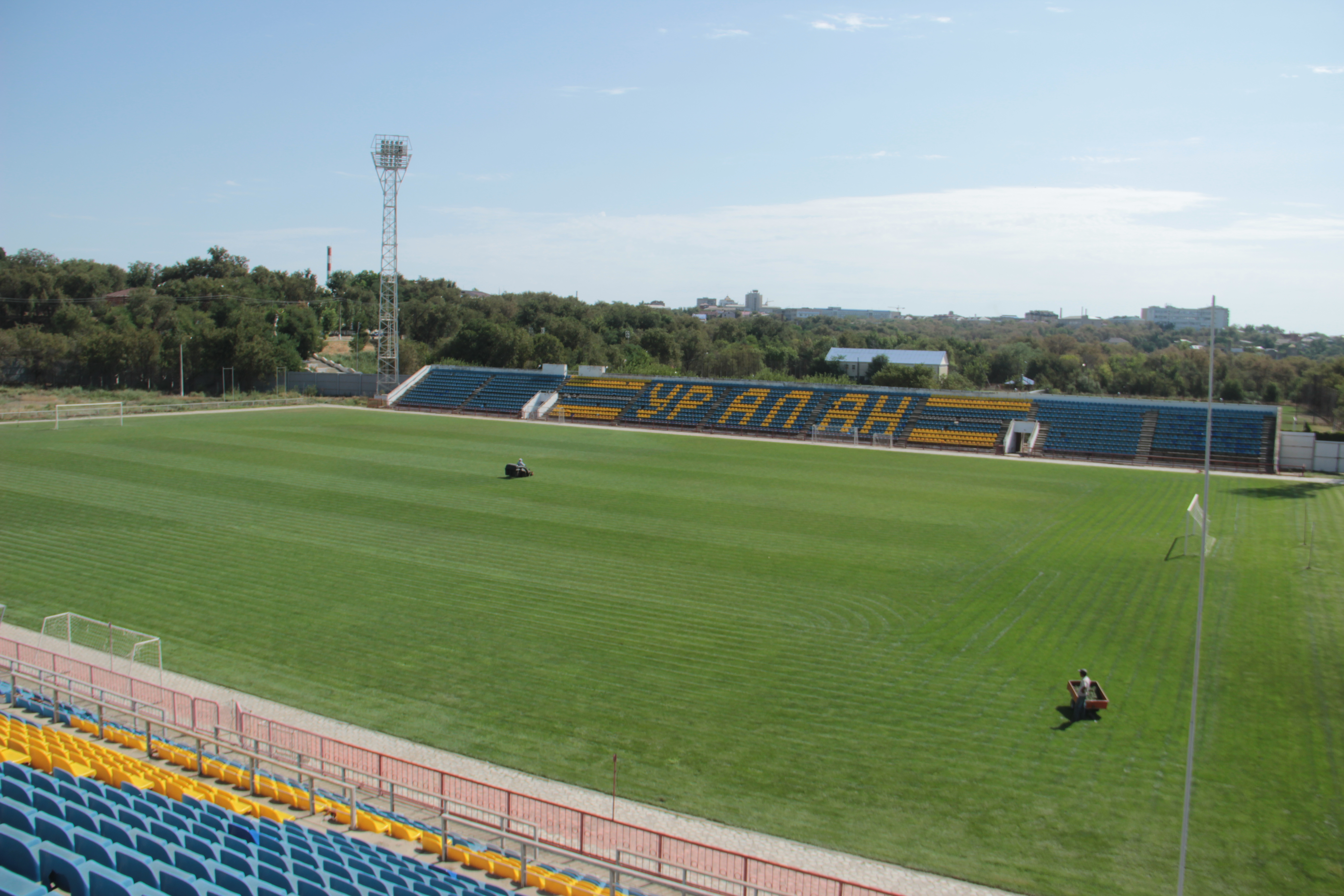
Стадион «Уралан»

Клуб был основан в 1958 году на предприятии «Автобаза № 9» треста «Калмстрой». Название «Уралан» в переводе с калмыцкого языка означает «вперёд». Команда участвовала в чемпионатах Калмыкии и являлась постоянным чемпионом и обладателем кубка до 1966 года. С этого момента она начала выступать в первенстве СССР, в классе «Б» (1966—1970). В 1971—1989 годах команда выступала во Второй лиге, в 1990—1991 годах — во Второй низшей лиге. В последнем сезоне первенства СССР в 1991 году «Уралан» занял второе место в зональном турнире и потому выступления в первенстве России начал с Первой лиги.
В 1997 году, став победителем Первой лиги, «Уралан» завоевал право участвовать в высшем дивизионе российского футбола. Лучший результат, которого добивался клуб в высшем дивизионе, — седьмое место в 1998 году. Высшее достижение в Кубке России — выход в полуфинал в сезоне 1999/2000. В чемпионате 2000 года команда заняла последнее место и следующий сезон провела в первом дивизионе, где, заняв второе место, вновь получила путёвку наверх. Но два года спустя клуб снова оказался последним, к тому же у руководства появились финансовые проблемы, и игроки стали покидать клуб, дошло даже до того, что в 2004 году на некоторые матчи не набиралось 11 футболистов. По окончании сезона 2004 года, по итогам которого «Уралан» вылетел во Второй дивизион, клуб отказался от участия в соревнованиях под эгидой ПФЛ и был лишён лицензии.
Почётным президентом клуба был Кирсан Илюмжинов.
18 мая 2014 года клуб был воссоздан и заявлен в 3-й дивизион (зона ЮФО/СКФО), где провёл два сезона: в сезоне 2014 занял седьмое место из одиннадцати, в 2015 году — третье из девяти.
Осенью 2019 года команда «Уралан» Элиста принимала участие в розыгрыше кубка 3 дивизиона ЮФО-СКФО, заняла 2-е место среди 4-х команд.
В 2021 году участвовал в первенстве СФФ ЮФО III дивизиона, занял 7-е место среди 10 команд-участниц.
В 2022 году участвовал в первенстве СФФ ЮФО III дивизиона, занял 2-е место среди 9 команд-участниц.
В 2023 году занял последнее 7-е место в группе «Север» первенства и кубка СФФ ЮФО III дивизиона.

## История ФК «Элиста»

Логотип ФК «Элиста»

Клуб был образован в 2005 году на базе расформированного «Уралана», который лишили профессиональной лицензии. Большинство игроков были воспитанниками местной футбольной школы. Клуб начал выступления в ЛФЛ (зона «Юг») в сезоне 2005 года и по результатам соревнования занял второе место. По ходатайству ЛФЛ РФС и ПФЛ приняли решение предоставить дополнительное место в зоне «Юг» второго дивизиона ПФЛ и выдали клубу профессиональную лицензию. В 2006 году из-за финансовых проблем команда была исключена из членов ПФЛ по ходу первенства второго дивизиона (после 18 туров), в оставшихся 14 матчах первенства ей были засчитаны технические поражения.

## Результаты выступлений в чемпионатах России
| Сезон | Дивизион                                     | Место | И  | В  | Н  | П  | М      | О  | Кубок                   |
| ----- | -------------------------------------------- | ----- | -- | -- | -- | -- | ------ | -- | ----------------------- |
| 1992  | Первая лига, зона «Запад»                    | 2     | 34 | 24 | 5  | 5  | 84-40  | 53 | 1/128                   |
| 1993  | Первая лига, зона «Запад»                    | 8     | 42 | 23 | 2  | 17 | 60-64  | 48 | —                       |
| 1994  | Первая лига                                  | 11    | 42 | 16 | 9  | 17 | 69-67  | 41 | 1/32                    |
| 1995  | Первая лига                                  | 15    | 42 | 16 | 8  | 18 | 56-61  | 56 | 1/64                    |
| 1996  | Первая лига                                  | 7     | 42 | 19 | 9  | 14 | 47-41  | 66 | —                       |
| 1997  | Первая лига                                  | 1     | 42 | 29 | 5  | 8  | 67-22  | 92 | 1/16                    |
| 1998  | Высший дивизион                              | 7     | 30 | 12 | 6  | 12 | 39-41  | 42 | 1/16                    |
| 1999  | Высший дивизион                              | 9     | 30 | 10 | 6  | 14 | 27-34  | 36 | 1/2                     |
| 2000  | Высший дивизион                              | 16    | 30 | 2  | 6  | 22 | 17-61  | 12 | 1/16                    |
| 2001  | Первый дивизион                              | 2     | 34 | 19 | 8  | 7  | 55-31  | 65 | 1/8                     |
| 2002  | Премьер-лига                                 | 13    | 30 | 6  | 11 | 13 | 32-42  | 29 | 1/8                     |
| 2003  | Премьер-лига                                 | 15    | 30 | 6  | 10 | 14 | 23-47  | 28 | 1/8                     |
| 2004  | Первый дивизион                              | 18    | 42 | 13 | 11 | 18 | 48-57  | 50 | 1/32                    |
| 2005  | ЛФЛ, зона ЮФО                                | 2     | 38 | 29 | 4  | 5  | 101-37 | 91 | —                       |
| 2006  | Второй дивизион, зона «Юг»                   | 12    | 18 | 10 | 4  | 4  | 38-34  | 34 | 1/128                   |
| 2014  | Третий дивизион, зона ЮФО/СКФО               | 7     | 20 | 9  | 3  | 8  | 31-25  | 30 |                         |
| 2015  | Третий дивизион, зона ЮФО/СКФО               | 7     | 16 | 9  | 3  | 4  | 34-18  | 30 |                         |
| 2019  | —                                            | —     | —  | —  | —  | —  | —      | —  | Кубок ЮФО-СКФО, 2 место |
| 2021  | Третий дивизион, зона ЮФО/СКФО               | 7     | 18 | 4  | 8  | 6  | 27-26  | 20 | —                       |
| 2022  | Третий дивизион, зона ЮФО/СКФО               | 2     | 16 | 10 | 2  | 4  | 30-21  | 32 | —                       |
| 2023  | Третий дивизион, зона ЮФО/СКФО, группа Север | 7     | 18 | 1  | 1  | 16 | 9-55   | 4  | 7-е место               |

1. ↑  3-й круг первенства являлся 1-м этапом кубка в группе «Север».

## Достижения
- Победитель первой лиги России: 1997 (выход в высший дивизион)
- Серебряный призёр первого дивизиона России: 2001 (выход в Премьер-лигу)
- Полуфиналист Кубка России: 1999/2000
- Полуфиналист Кубка РСФСР: 1980

## Фарм-клуб
В 1990-е годы на профессиональном уровне, во Второй и Третьей лигах, выступал дублирующий состав «Уралана» (носивший также названия «Гилян» и «Байсачнр»).
Московский клуб «Уралан-ПЛЮС» являлся фарм-клубом «Уралана» в 2002—2003 годах, выступал во Втором дивизионе, ранее назывался «Москабельмет» и «Лотто-МКМ».

## Стадион «Уралан»
Матчи команда проводила на городском стадионе «Уралан», до 1998 года носившем название «Спартак». Его вместимость составляла 10 300 мест.
Адрес стадиона: город Элиста, улица Ленина, дом 218.
Статус стадиона: ликвидирован.
Фотогалерея

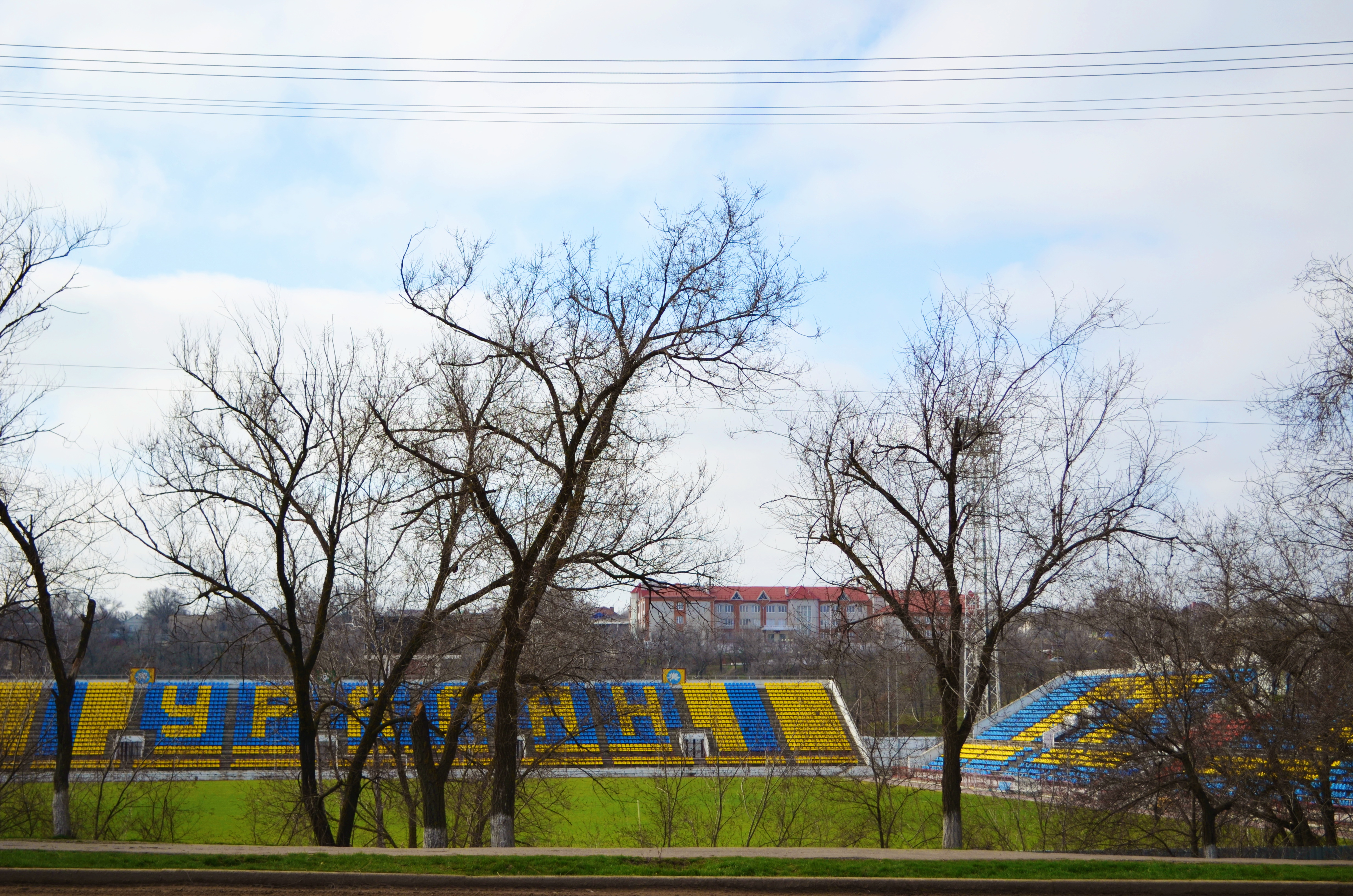
Стадион «Уралан»
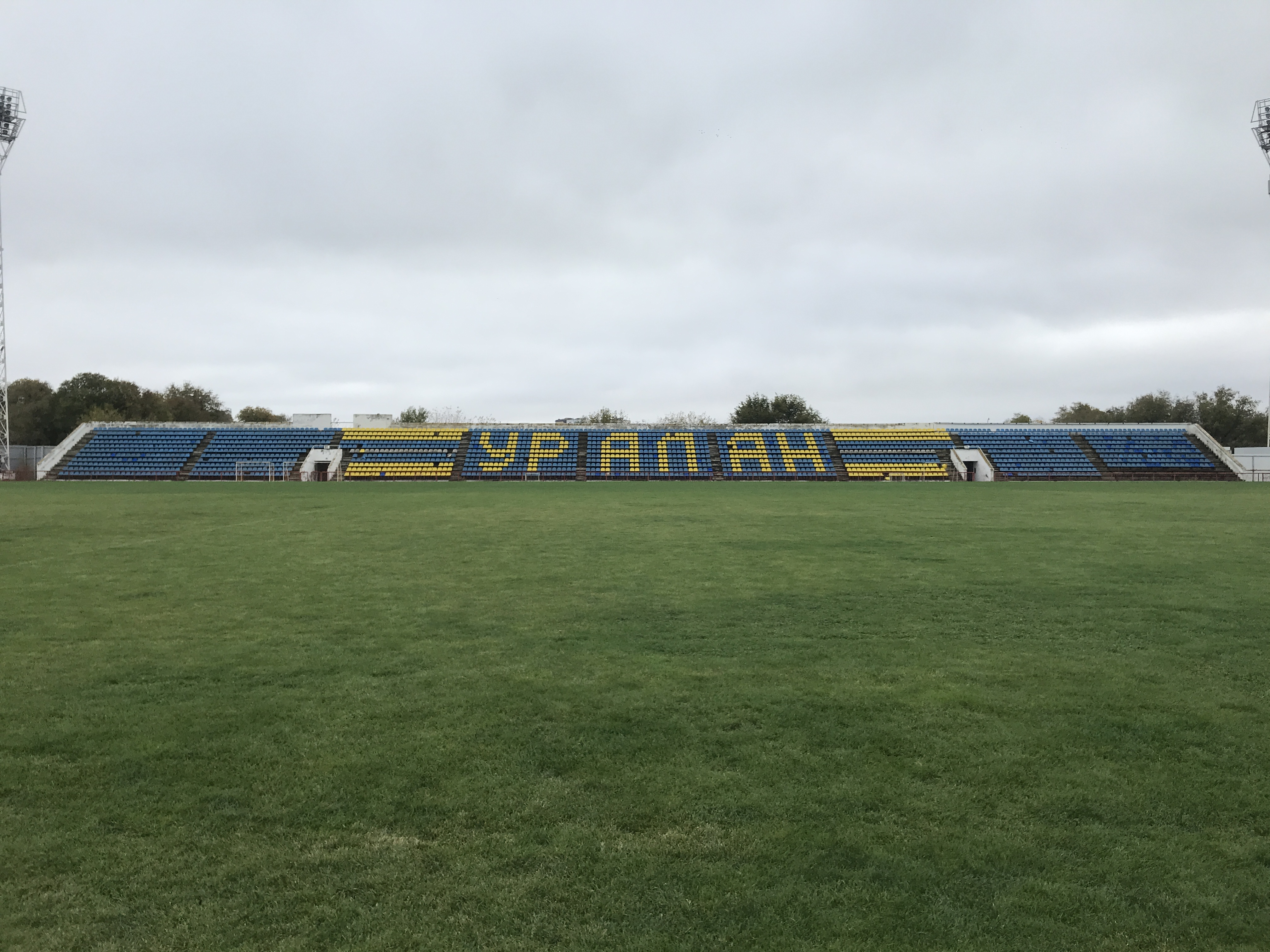
Стадион «Уралан»
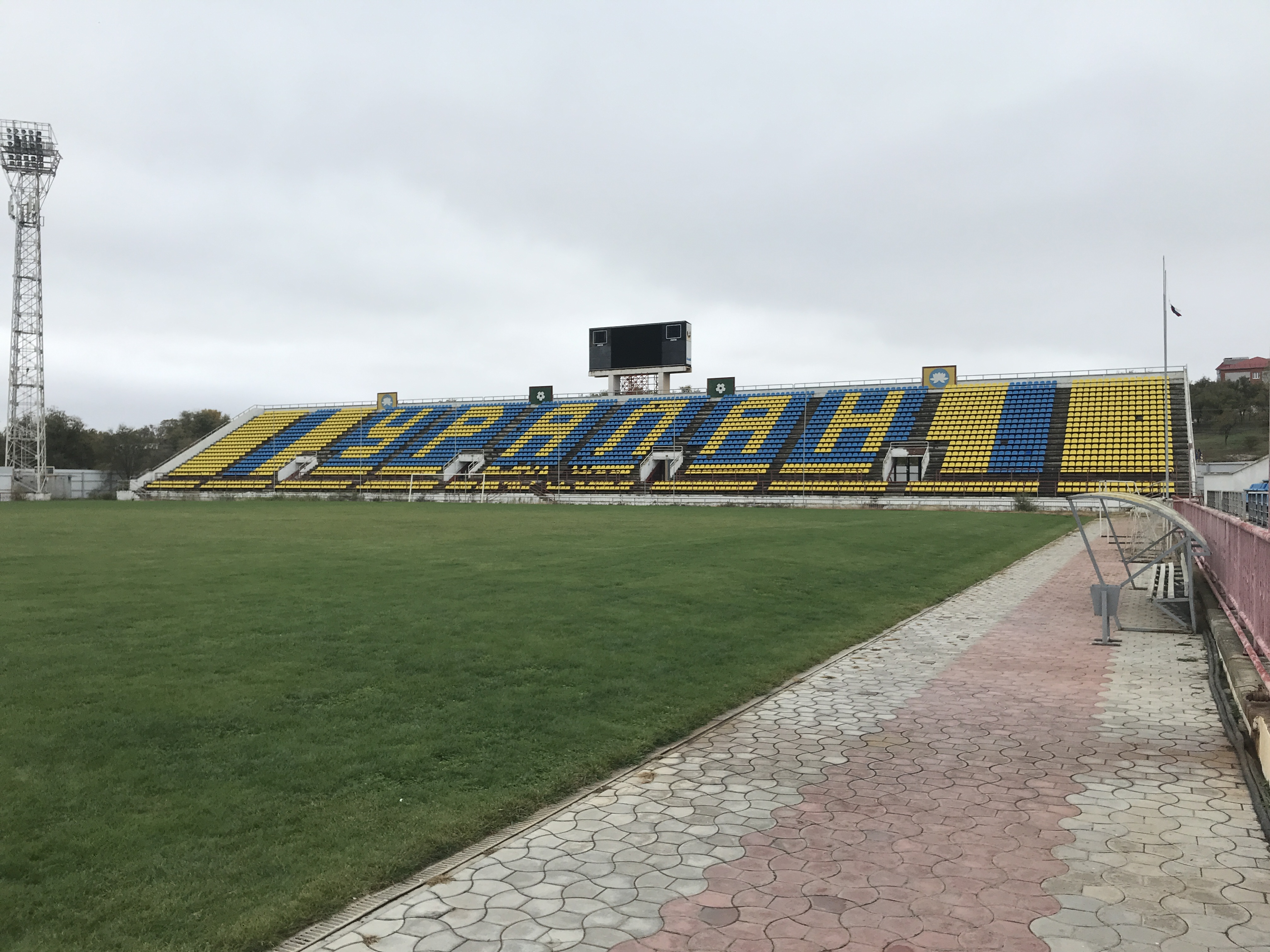
Стадион «Уралан»

## Игроки «Уралана» на крупных международных турнирах
| Турнир              | Участники                          |
| ------------------- | ---------------------------------- |
| Чемпионат мира 2002 | Александр Филимонов Игорь Чугайнов |